# Nuevo rico, nuevo pobre
 (срп. Нови богати, нови сиромашни) је колумбијска теленовела, премијерно емитована од 2007. до 2008. године на Caracol Televisión. На основу ње, снимљено је више серија широм света, укључујући српску серију Игра судбине.

## Радња
Прича почиње пре 30 година, када се рађају два дечака из различитих породица. Грешком пијане медицинске сестре, њих двојица су замењени. Богата породица Фереира узима Андреса, сина сиромашне породице, док сиромашна породица Галиндо узима Брајана, сина богате породице.
У садашњости, Андрес је директор и власник компаније Mundo Express и дечко најтраженије манекенке у земљи, Фернанде Санмигел, али је истовремено хладан и равнодушан момак, који само размишља о послу. Оно што Андрес не зна је да је Фернанда у вези са њим само због новца и да га вара са његовим братом од тетке, Матеом, који жели да уништи породицу Фереира и домогне се њиховог богатства. У међувремену, Брајан је лењи радник који живи у пансиону La Caridad, заједно са својим оцем Леонидасом, власницом пансиона Марицом Буеанора, својом девојком Розмери Пелаез, која ради као Андресова секретарица, њеним братом Фиделом, камионџијом у Андресовој фирми и сестром Ингрид, која је потајно је заљубљена у Брајана.
Њихови животи се драстично мењају када на самрти медицинска сестра шаље писмо Андресовој мајци Антонији Мансери, у ком признаје да је случајно заменила бебе. Захваљујући својој личној пратњи, Угу Кастру, Антонија успева да нађе Леонидаса како би му објаснила ситуацију и заменила места Андреса и Брајана. Тако Андрес престаје да буде богаташ и  мора да живи у пансиону, губећи све погодности које је уживао и своју девојку Фернанду, док Брајан, као богати власник Mundo Express-а, постаје све уображенији. Ова замена изазива непријатељство између Андреса и Брајана, док Антонија и Леонидас почињу да се заљубљују.